# Edge of Excess
Edge of Excess è il decimo album della band Triumph pubblicato nel 1993. È l'unico disco al quale non partecipa Rik Emmett.

## Tracce
1. "Child of the City" – 5:03
2. "Troublemaker" – 4:06
3. "It's Over" – 4:21
4. "Edge of Excess" – 4:44
5. "Turn My Back on Love" – 4:06
6. "Riding High Again" &– 4:55
7. "Black Sheep" – 5:25
8. "Boy's Night Out" – 5:19
9. "Somewhere Tonight" – 4:35
10. "Love in a Minute" – 4:45

## Formazione
- Gil Moore - batteria, voce
- Mike Levine - basso, tastiera, cori
- Phil X - chitarra, cori